# Gewog di Sangngagchhoeling
Il gewog di Sangngagchhoeling è uno dei quindici raggruppamenti di villaggi del distretto di Samtse, nella regione Occidentale, in Bhutan.